# Онисько, Владимир Васильевич
Владимир Васильевич Онисько (укр. Володимир Васильович Онисько; 1 декабря 1935, Тарнополь — 6 марта 2001, Тернополь) — советский футболист и тренер, мастер спорта СССР, Заслуженный тренер УССР (1973).

## Футбольная биография

### Карьера игрока
Футболом Владимир Онисько начинал заниматься в Тернополе. С 1957 года играл в местной команде «Динамо». В 1955 году перспективного защитника приглашают в киевское «Динамо», где он в течение двух сезонов выступал за молодёжную команду. В 1957 году дебютировал в основном составе. Всего в динамовской команде провёл шесть сезонов, но завоевать стабильное место в стартовом составе не смог. В 1960 году киевляне стали серебряными призёрами чемпионата. Владимир отыграл только четыре поединка, что, согласно регламенту, было недостаточно для получения медалей. По окончании первенства Онисько покинул расположение динамовской команды, приняв приглашение от харьковского «Авангарда» и уже новый сезон 1961 года начал в составе харьковского коллектива, где правый защитник, отличавшийся цепкой и самоотверженной игрой, стал твёрдым игроком основы, отыграв в чемпионате 24 матча. Вот как характеризовал действия защитника еженедельник «Футбол», в начале сезона 1961 года:
Харьковчан нельзя упрекнуть в грубости, они играют резко, но это игра не на спортсмена, а на мяч. В.Онисько против М.Месхи действовал именно так: он не обращал никакого внимания на обманные телодвижения своего опасного противника, а неотрывно глядел только на мяч, и когда тот оказывался на досягаемом для него расстоянии, каким либо из вариантов «шпагата» выбивал его в аут. Один раз, второй, третий, четвёртый, пятый... В конце концов М.Месхи устал. Вот так вот и уставали в игре против «Авангарда» многие команды.
Этот сезон стал самым успешным в истории клуба, занявшем итоговое шестое место в турнирной таблице, вслед за финишировавшем на первом месте киевским «Динамо» и четвёркой московских команд. Последующие два сезона были менее успешными для харьковчан в классе «А». По итогам сезона 1963 года, команда заняв 19 место и вовсе покинула первую группу класса «А». Онисько, несмотря на смены тренеров и неудовлетворительные результаты, продолжал стабильно выходить в стартовом составе. Но всё же в 1965 году, защитник покидает «Авангард» и переходит в винницкий «Локомотив», куда его пригласил, ранее работавший в Харькове и знавший возможности игрока, Виктор Жилин. Но вскоре тренер покинул свой пост. Отыграв за винницкую команду ещё один сезон, Владимир возвращается в Харьков, откликнувшись на приглашение возглавившего «Металлист» Виктора Каневского. Опытный защитник стал одним из лидеров молодой харьковской команды. По окончании сезона 1968 года, 33-летний футболист принимает решение завершить активную игровую карьеру.

### Карьера тренера
Повесив бутсы на гвоздь, Владимир Васильевич вернулся в родной Тернополь, где возглавил местную команду «Авангард», выступавшую во второй группе класса «А». В 1970 году переходит в житомирский «Автомобилист», куда его пригласил своим помощником Виктор Жилин. Через год старший тренер покинул команду, на его пост был назначен, работавший до этого начальником команды Н. П. Сосюра, а Владимир Онисько в свою очередь, занял его должность.
В мае 1972 года, возглавивший донецкий «Шахтёр» Олег Базилевич, приглашает Онисько в свой тренерский штаб. В первый же сезон тренерам удалось вывести донецкую команду в высшую лигу. За этот успех, Базилевичу и Онисько было присвоено почётное звание «Заслуженного тренера УССР». Первый сезон после возвращения в элиту советского футбола, горняки завершили на 6 месте. Новый сезон команда начала и с новым тренером, коллектив возглавил Юрий Захаров. Но уже в середине сезона, его сменил Владимир Сальков, работавший начальником команды, а Владимир Онисько занял его должность. В 1975 году, обновлённый тренерский штаб привёл донецкую команду к завоеванию серебряных медалей чемпионата, и в следующем году горняки приняли участие в розыгрыше Кубка УЕФА.
В 1977 году, Владимир Васильевич перебирается в Киев, где входит в тренерский штаб «Динамо», возглавляемого Валерием Лобановским, внеся и свой вклад в подготовку команды, завоевавшей в том сезоне золотые медали чемпионата. В 1978 году, Онисько решает вернуться к самостоятельной тренерской работе и в августе приступает к обязанностям старшего тренера хмельницкого «Подолья». В этом коллективе раскрылся талант молодого голкипера Валентина Елинскаса, которому тренер доверил место в воротах своей команды. Но в целом команда высоких результатов не показывала, обосновавшись в середине турнирной таблицы и в июле 1980 года Владимир Васильевич оставил свой пост. Сезон 1981 года провёл в команде первой лиги «Прикарпатье» из Ивано-Франковска, где занимал должность начальника команды. После завершения сезона, уже окончательно возвратился в Тернополь. Работал с местными любительскими командами «Ватра» (Тернополь) и «Заря» (Хоростков). Уже в чемпионате независимой Украины, в сезоне 1994/95, входил в тренерский штаб главного тренера тернопольской «Нивы» Валерия Душкова. Работал инспектором тернопольской Федерации футбола.